# Kobieta jest jak księżyc
Kobieta jest jak księżyc è il primo singolo della cantante pop polacca Kasia Cerekwicka estratto dal suo album di debutto Mozaika.